# Dorysthenes pertii
Dorysthenes pertii är en skalbaggsart som beskrevs av Hope 1833. Dorysthenes pertii ingår i släktet Dorysthenes och familjen långhorningar. Inga underarter finns listade i Catalogue of Life.